# Résolution 1802 du Conseil de sécurité des Nations unies
Membres permanents
- Chine
- États-Unis
- France
- Royaume-Uni
- Russie

Membres non permanents
- Afrique du Sud
- Burkina Faso
- Belgique
- Costa Rica
- Croatie
- Indonésie
- Italie
- Libye
- Panama
- Viet Nam

Résolution no -1 Résolution no 1
La résolution 1802 du Conseil de sécurité des Nations Unies a été adoptée à l'unanimité le 25 février 2008, a étendu le mandat de la Mission Intégrée des Nations Unies au Timor-Oriental (MINUT) jusqu'au 26 février 2009.

## Résolution
Le Conseil de sécurité a prorogé ce matin d'un an, jusqu'au 26 février 2009, le mandat de la MINUT, aux niveaux actuellement autorisés et a condamné dans les termes les plus fermes les attaques contre le Président et le Premier Ministre du Timor-Oriental le 11 février en tant qu'attaque contre les institutions légitimes du pays.
Le Conseil a appelé le gouvernement du Timor-Oriental à traduire en justice les responsables des attentats du 11 février et à la population de rester calme, de faire preuve de retenue et de maintenir la stabilité dans le pays.
Le Conseil a en outre appelé le Gouvernement, avec l'aide de la MINUT, à continuer de travailler à un examen approfondi du rôle et des besoins futurs du secteur de la sécurité. Il a demandé à la MINUT, en collaboration avec ses partenaires, d'intensifier ses efforts pour contribuer à la formation continue, au mentorat, au développement institutionnel et au renforcement de la Force de police nationale du Timor-Leste (PNTL).
Le Conseil a adopté à l'unanimité la résolution 1802 (2008), présentée par l'Australie, la Nouvelle-Zélande, le Portugal et l'Afrique du Sud, après avoir entendu les recommandations sur la Mission du Secrétaire général adjoint aux opérations de maintien de la paix, Jean-Marie Guéhenno, et du Représentant permanent du Timor-Oriental auprès de aux Nations Unies, Nelson Santos, le 21 février. 